# Jo Ritzen
Jozef Marie Mathias (Jo) Ritzen (ur. 3 października 1945 w Heerlen) – holenderski polityk, ekonomista i nauczyciel akademicki, w latach 1989–1998 minister odpowiedzialny głównie za sprawy edukacji i nauki.

## Życiorys
Absolwent katolickiej szkoły średniej Bernardinuscollege w rodzinnej miejscowości. Studiował ekonomię w Rotterdamie, zaś w 1970 został absolwentem fizyki w Technische Hogeschool w Delfcie. W 1977 doktoryzował się z zakresu ekonomii na Uniwersytecie Erazma w Rotterdamie. Pracował na macierzystej uczelni w Delfcie, później m.in. jako nauczyciel akademicki na Uniwersytecie Kalifornijskim w Berkeley. Od 1975 do 1981 zatrudniony w Sociaal en Cultureel Planbureau, międzyresortowym instytucie naukowym. W latach 80. był profesorem na Katolickim Uniwersytecie w Nijmegen i na Uniwersytecie Erazma w Rotterdamie.
Należał do Pacyfistycznej Partii Socjalistycznej, w 1970 dołączył do Partii Pracy. Był doradcą jej lidera Joopa den Uyla. W listopadzie 1989 objął urząd ministra edukacji i nauki w rządzie Ruuda Lubbersa, który sprawował do sierpnia 1994. Od lipca 1994 kierował jednocześnie resortem zabezpieczenia społecznego, zdrowia i kultury. Następnie do sierpnia 1994 w gabinecie Wima Koka pełnił funkcję ministra edukacji, kultury i nauki.
Po odejściu z administracji rządowej do 2003 był specjalnym doradcą w Banku Światowym. Powrócił też do pracy naukowej, w latach 2003–2011 zajmował stanowisko prezydenta Maastricht University.
Odznaczony Orderem Oranje-Nassau klasy IV (1998).